# Stukken van mensen
Stukken van mensen is een Vlaams realityprogramma dat sinds 2016 wordt uitgezonden door de commerciële televisiezender Play4 (tot 2021 VIER genaamd). Het programma wordt gepresenteerd door Evy Gruyaert en is een Vlaamse versie van de Britse programmaformule Four Rooms.

## Concept
In het programma worden verschillende tophandelaren uitgenodigd. Een verkoper probeert een exclusief pronkstuk voor een zo hoog mogelijke prijs te verkopen en gaat in een zelf bepaalde volgorde bij vier handelaren langs. Deze handelaren hebben elk een eigen kamer en weten niets van de volgorde. De verkoper kan niet terugkeren naar een vorige handelaar en moet dus kiezen: of hij verkoopt aan de eerste handelaar, of hij neemt de gok er in een volgende kamer een hoger bedrag voor te kunnen krijgen.

## Seizoenen
Het eerste seizoen startte op dinsdag 2 februari 2016, telde zes afleveringen en trok gemiddeld 450.000 kijkers. Het tweede seizoen ging van start op dinsdag 7 februari 2017, telde tien afleveringen en trok gemiddeld 400.000 kijkers. Sinds de derde reeks (2018) bestaan de seizoenen normaliter uit acht afleveringen. Het vierde seizoen (2019) werd uitgezonden op de maandagavond en het vijfde seizoen (2020) op de woensdagavond. Op maandag 1 februari 2021 begon het zesde seizoen en op dinsdag 8 februari 2022 begon seizoen 7. Het achtste seizoen werd uitgezonden in het najaar van 2023 en telde negen afleveringen.
| Seizoen | Jaar | Aantal afl. | Aantal handelaren |
| ------- | ---- | ----------- | ----------------- |
| 1       | 2016 | 6           | 4                 |
| 2       | 2017 | 10          | 5                 |
| 3       | 2018 | 8           | 5                 |
| 4       | 2019 | 8           | 5                 |
| 5       | 2020 | 8           | 8                 |
| 6       | 2021 | 8           | 7                 |
| 7       | 2022 | 8           | 8                 |
| 8       | 2023 | 9           | 7                 |
| 9       | 2024 | 10          | 6                 |

## Spin-offs

### Schatten van Mensen
In 2019 werd een spin-off van het programma uitgezonden onder de titel Schatten van mensen. Daarin werden de handelaren gevolgd in hun koopjacht naar exclusieve stukken. Paul De Grande, Bie Baert, Patrick Van de Vorst en Boris Devis waren te zien als handelaren. 

### Stukken van Dealers
In 2024 geven de dealers een inkijk in hun leven. Paul De Grande, Bie Baert, Carlo Bonte, Sofie Van de Velde, Frank Van Laer en Yves Chung. Onder anderen Gert Verhulst, Delphine van Saksen-Coburg, Frank Raes, Cath Luyten, Luk Alloo, ... zijn in het programma te zien.

## Tophandelaren
De huidige tophandelaren uit het programma zijn:
- Bie Baert (sinds seizoen 1)
- Paul De Grande (sinds seizoen 1)
- Sofie Van de Velde (sinds seizoen 4)
- Carlo Bonte (sinds seizoen 5)
- Yves Chung (sinds seizoen 5)
- Frank Van Laer (sinds seizoen 5)

Tophandelaren uit eerdere seizoenen:
- Patrick van der Vorst (seizoen 1 t/m 5)
- Boris Devis (sinds seizoen 1 t/m 7)
- Emely Christiaens (seizoen 2 en 3)
- Paulette Van Hacht (seizoen 7)

| Handelaren            | Seizoen 1 | Seizoen 2 | Seizoen 3 | Spin-off 1 | Seizoen 4 | Seizoen 5 | Seizoen 6 | Seizoen 7 | Seizoen 8 | Spin-off 2 | Seizoen 9      |
| --------------------- | --------- | --------- | --------- | ---------- | --------- | --------- | --------- | --------- | --------- | ---------- | -------------- |
| Patrick van der Vorst |           |           |           |            |           |           |           |           |           |            |                |
| Boris Devis           |           |           |           |            |           |           |           |           |           |            |                |
| Bie Baert             |           |           |           |            |           |           |           |           |           |            |                |
| Paul De Grande        |           |           |           |            |           |           |           |           |           |            |                |
| Emely Christiaens     |           |           |           |            |           |           |           |           |           |            | Mystery dealer |
| Sofie Van de Velde    |           |           |           |            |           |           |           |           |           |            |                |
| Carlo Bonte           |           |           |           |            |           |           |           |           |           |            |                |
| Yves Chung            |           |           |           |            |           |           |           |           |           |            |                |
| Frank Van Laer        |           |           |           |            |           |           |           |           |           |            |                |
| Paulette Van Hacht    |           |           |           |            |           |           |           |           |           |            |                |
| Mystery dealer        |           |           |           |            |           |           |           |           |           |            |                |

### Mystery dealer
Vanaf seizoen 8 (2023) werd een nieuw element in het programma ingevoegd, waarbij de vaste handelaren concurrentie krijgen van een zogenaamde mystery dealer. Deze handelaar, van wie de identiteit vooraf niet bekend is, betreft telkens een beroemd persoon met een bijzondere persoonlijke interesse in het betreffende voorwerp. De verkoper kan ervoor kiezen een van de vaste handelaren in te ruilen ten gunste van de mystery dealer.  
De mystery dealers in seizoen 8 waren:
| Afl. | Voorwerp                               | Naam               | Info                                 |
| ---- | -------------------------------------- | ------------------ | ------------------------------------ |
| 1    | Grote voetbal                          | Piet den Boer      | Heeft het voorwerp aangekocht        |
| 2    | Handtas Hermes                         | Véronique De Kock  | Heeft het voorwerp niet kunnen kopen |
| 3    | Flipperkast Star Trek                  | Dominique Persoone | Heeft het voorwerp aangekocht        |
| 4    |                                        |                    |                                      |
| 5    | Poster Sneeuwwitje en de Zeven Dwergen | Jacques Vermeire   | Heeft het voorwerp niet kunnen kopen |
| 6    |                                        |                    |                                      |
| 7    | Werk van Herman Brood                  | Dean Delannoit     | Heeft het voorwerp niet kunnen kopen |
| 8    |                                        |                    |                                      |
| 9    | Een pakje sigaretten van Richard Nixon | Rob Vanoudenhoven  | Heeft het voorwerp niet kunnen kopen |

De mystery dealers in seizoen 9 waren:
| Afl. | Voorwerp                   | Naam                | Info                                 |
| ---- | -------------------------- | ------------------- | ------------------------------------ |
| 1    | Poster van Dr. No          | Natalia             | Heeft het voorwerp aangekocht        |
| 2    | Handtas Hermes             | Emely Christiaens   | Heeft het voorwerp niet kunnen kopen |
| 3    |                            |                     |                                      |
| 4    | Affiche van Magritte       | Fatma Taspinar      | Heeft het voorwerp niet kunnen kopen |
| 5    |                            |                     |                                      |
| 6    | Truitje van Michael Jordan | Eric Goens          | Heeft het voorwerp aangekocht        |
| 7    | Litho van John Lennon      | Stijn Van de Voorde | Heeft het voorwerp niet kunnen kopen |
| 8    | Koffer Louis Vuitton       | Christoff           | Heeft het voorwerp niet kunnen kopen |
| 9    | Werk van Panamarenko       | Bent Van Looy       | Heeft het voorwerp niet kunnen kopen |
| 10   |                            |                     |                                      |

## Bekende verkopers
Doorheen de seizoenen zijn er verschillende bekende Vlamingen geweest die een voorwerp zijn komen verkopen. Dit zijn onder anderen Wendy Van Wanten, Sven De Leijer, Bart De Wever, Hans Bourlon, Barbara Sarafian, Willy Naessens, Piet Huysentruyt, Xavier Taveirne, Margriet Hermans, Bent Van Looy, Erik Van Looy, Christoff, Luc Appermont, Jan Verheyen en Wim Soutaer.